# 盧亞省
盧亞省（西班牙語：Provincia de Luya），是秘魯的省份，位於該國北部亞馬遜大區，首府是拉穆德，成立於1861年2月5日，面積3,237平方公里，2005年人口49,733，人口密度每平方公里15.36人。
6°09′34″S 77°56′40″W / 6.159558°S 77.944466°W